# Too Much Heaven: Songs of the Brothers Gibb
A Too Much Heaven Songs of the Brothers Gibb című lemez a Bee Gees együttes pályafutása alatt keletkezett dalokból 3CD-s válogatáslemez. Az első két lemez a Bee Gees együttes által előadott, albumon és szóló lemezen megjelent dalaiból válogatás, a harmadik lemez más énekesekkel, együttesekkel való együttműködés eredményeképpen született számokból válogatás. Minden box set része volt egy poszter, egy 8 oldalas fotóalbum, valamint George Martin és Brian Wilson kommentárja.

## Az album dalai
Disk 1
1. Spicks and Specks (Barry Gibb) – 2:56
2. New York Mining Disaster (Barry és Robin Gibb) – 2:11
3. I Can't See Nobody (Barry és Robin Gibb) – 3:45
4. To Love Somebody (Barry és Robin Gibb) – 3:01
5. Holiday (Barry és Robin Gibb) – 2:55
6. Massachusetts (Barry, Robin és Maurice Gibb) – 2:25
7. Words (Barry, Robin és Maurice Gibb) – 3:17
8. I've Gotta Get a Message to You (Barry, Robin és Maurice Gibb) – 2:51
9. I Started a Joke (Barry, Robin és Maurice Gibb) – 3:09
10. First of May (Barry, Robin és Maurice Gibb) – 2:50
11. Lonely Days (Barry, Robin és Maurice Gibb) – 3:48
12. How Can You Mend a Broken Heart (Barry és Robin Gibb) – 3:58
13. My World (Barry és Robin Gibb) – 4:21
14. Run to Me (Barry, Robin és Maurice Gibb) – 3:13
15. Saw a New Morning (Barry, Robin és Maurice Gibb) – 4:12
16. Wouldn't I Be Someone  (DJ Stereo Single Edit) (Barry, Robin és Maurice Gibb) – 3:40
17. Mr. Natural  (Commercial Single Edit) (Barry és Robin Gibb) – 3:38
18. Jive Talkin'  – 3:46
19. Nights on Broadway (DJ Stereo Single Edit) (Barry, Robin és Maurice Gibb) – 3:17
20. Edge of the Universe (Barry és Robin Gibb) –  5:23
21. Fanny (Be Tender With My Love) – Commercial Single Edit) (Barry, Robin és Maurice Gibb) – 3:33
22. Love So Right (Commercial Single Edit)  (Barry, Robin és Maurice Gibb) – 3:35
23. Untitled Track (Maurice Gibb) – 0:57

Disk 2
1. You Should Be Dancing – 4:16
2. How Deep Is Your Love  (Commerical Single Edit) (Barry, Robin és Maurice Gibb) – 3:34
3. Stayin' Alive  (Commerical Single Edit) (Barry, Robin és Maurice Gibb) – 3:40
4. Night Fever (Barry, Robin és Maurice Gibb) – 3:30
5. More Than a Woman (Barry, Robin és Maurice Gibb) – 3:17
6. Too Much Heaven  (DJ Stereo Single Edit) (Barry, Robin és Maurice Gibb) – 3:52
7. Tragedy  (DJ Mono Single Edit) (Barry, Robin és Maurice Gibb) – 4:13
8. Love You Inside Out – (Commerical Single Edit) (Barry, Robin és Maurice Gibb) – 3:51
9. Spirits Having Flown (U.K. Commercial Single Edit) (Barry, Robin és Maurice Gibb) – 4:04
10. Living Eyes (Barry, Robin és Maurice Gibb) – 4:19
11. Shine Shine (Barry Gibb, Maurice Gibb, Bitzer) – 4:45
12. You Win Again (Commerical Single Edit) (Barry, Robin és Maurice Gibb) – 3:56
13. My Eternal Love (Barry Gibb, Richard Powers) – 4:30
14. One (Commercial Single Edit) (Barry, Robin és Maurice Gibb) – 4:18
15. Secret Love (Barry, Robin és Maurice Gibb) – 3:38
16. Alone (Commercial Single Mix) (Barry, Robin és Maurice Gibb) – 4:22
17. My Lover's Prayer (Barry, Robin és Maurice Gibb) – 4:01
18. Love Is Blind (Demo Version) (Barry, Robin és Maurice Gibb) – 3:37
19. This Is Where I Came In (DJ Stereo Single Edit) (Barry, Robin és Maurice Gibb) – 3:58

Disk 3
1. Only One Woman – 2:48
2. I Just Want to Be Your Everything (Barry Gibb) – 3:46
3. (Love Is) Thicker Than Water (Barry és Andy Gibb) – 4:17
4. Emotion (Barry és Robin Gibb) – 3:58
5. If I Can't Have You (Barry, Robin és Maurice Gibb) – 2:59
6. Shadow Dancing (Barry, Robin, Maurice és Andy Gibb)- 4:34
7. Grease (Barry Gibb) – 3:26
8. Everlasting Love (Robin Gibb, Maurice Gibb, Haggkvist, Lawrence) – 4:08
9. (Our Love) Don't Throw It All Away (Barry Gibb, Blue Weaver) – 4:08
10. Desire (Barry, Robin és Maurice Gibb) – 4:31
11. I Can't Help It (Barry Gibb) – 4:09
12. Woman in Love (Barry és Robin Gibb) – 3:52
13. Guilty (Barry, Robin és Maurice Gibb) – 4:25
14. What Kind of Fool (Barry Gibb, Albhy Galuten) – 4:07
15. Heartbreaker (Barry, Robin és Maurice Gibb) – 4:17
16. Islands in the Stream (Barry, Robin és Maurice Gibb) – 4:10
17. Chain Reaction (Barry, Robin és Maurice Gibb) – 3:49
18. Fight (No Matter How Long)  (Barry, Robin, Maurice Gibb, David English) – 4:35
19. Immortality (Barry, Robin és Maurice Gibb) – 4:11

## Közreműködők
- Bee Gees